# Stechpalmenkönig und Eichenkönig
Der Stechpalmenkönig und der Eichenkönig sind die Personifikationen von Winter und Sommer in verschiedenen Mythologien und im Volksglauben. Populär gemacht wurde die Geschichte durch das Alexandrische Wicca. Die beiden Könige befinden sich in einem ewigen Kampf, welcher den Kreislauf des Jahres darstellt. Doch nicht nur der Wechsel zwischen der hellen und dunklen Hälfte des Jahres wird durch ihr Duell symbolisiert, sondern auch der Wechsel zwischen der Zeit der Ernte und der Brache. Während der warmen und hellen Tage um Litha ist der Eichenkönig am stärksten; der Stechpalmenkönig gewinnt zu Mabon die Oberhand, bis er sich dann zu Jul geschlagen geben muss. Der Eichenkönig wird zu diesem Zeitpunkt neu geboren, erlangt seine Stärke zurück und übernimmt zu Ostara wieder die Regentschaft.

## Interpretationen
Robert Graves berichtet in seiner wissenschaftlichen Abhandlung Die Weisse Göttin: Sprache des Mythos unter anderem von anderen Wesenheiten aus Legenden und Folklore, die mit dem Stechpalmenkönig und dem Eichenkönig starke Ähnlichkeit haben oder sogar gleichgesetzt werden können. Diese sind:
- Lleu Llaw Gyffes und Gronw Pebr
- Gwyn und Gwynthyr
- Lugh und Balor
- Balan und Balin
- Gawain und der grüne Ritter
- Jesus Christus und Johannes der Täufer

Auf diese Ähnlichkeit hat auch bereits der schottische Ethnologe Sir James George Frazer hingewiesen. Frazer zog Parallelen zu dem Maifeiertag und zu Traditionen aus Skandinavien, Bayern und den Ureinwohnern Amerikas. Trotz der Forschung von Frazer wurden die Werke von Graves deutlich bekannter und so setzte sich auch seine Auffassung vom Mythos des Stechpalmenkönigs und des Eichenkönigs durch.
Stewart und Janet Farrar charakterisieren den Eichenkönig als Herrscher über die helle Hälfte des Jahres und den Stechpalmenkönig als Herrscher über die dunkle Hälfte des Jahres. Dies ist heute die geläufigste Vorstellung, vor allem da sie im Wicca und anderen neopaganen Religionen bereits eine Art Kultstatus besitzt und oft zum Jahreskreisfest Jul die Geschichte über den Kampf zwischen den beiden Königen nach den Werken der Farrars erzählt wird.
Nach aktuellem Stand der Forschung wird davon ausgegangen, dass der Stechpalmenkönig im Verlauf der Christianisierung zum Weihnachtsmann wurde oder die Vorstellung des Weihnachtsmanns zumindest stark prägte.

## Kultur und Moderne
Der Kampf zwischen Licht und Dunkelheit wird zu Maibeginn und zur Wintersonnenwende vor allem in Großbritannien in Form von Mummenschanz dargestellt. Vor allem in Wales und unter dem Namen Jack in the Green auch in anderen Teilen Großbritanniens werden diese Maskenspiele jedes Jahr aufs Neue praktiziert und meist durch eine Art rituelles Gefecht dargestellt.
Im Wicca werden der Stechpalmenkönig und der Eichenkönig auch in manchen Traditionen als zwei Aspekte des gehörnten Gottes gesehen, die um die Gunst der großen Göttin duellieren.